# Mesópyrgos
Mesópyrgos är en ort i Grekland.   Den ligger i prefekturen Nomós Ártas och regionen Epirus, i den centrala delen av landet, 250 km nordväst om huvudstaden Aten. Mesópyrgos ligger 356 meter över havet och antalet invånare är 170.
Terrängen runt Mesópyrgos är varierad. Mesópyrgos ligger nere i en dal. Runt Mesópyrgos är det glesbefolkat, med 10 invånare per kvadratkilometer. Närmaste större samhälle är Raptópoulon, 13,5 km sydost om Mesópyrgos. 